# Олександр Корвін-Госевський
Олександр Корвін-Госевський (пол. Aleksander Korwin Gosiewski; 1575 — пом. 1639) — польський воєначальник і дипломат, референдар великий литовський (1610—1625), комендант московського Кремля (1610–1612), писар великий литовський (1615—1625), староста велизький, воєвода смоленський (1625), представник шляхетського роду гербу Слєповрон.

## Біографія
В молодості з відзнакою служив в литовських військах під час війн Сигізмунда Вази зі Швецією, був потім прикордонним старостою Велижа. Брав участь у битві під Кірхгольмом (1605). У 1610 році разом зі Станіславом Жолкевським прибув до Москви для підтримки партії, яка бажала звести Владислава IV Вазу на московський престол. Потім, коли становище вояків Речі Посполитої стало безнадійним, залишив комендантом московського Кремля Миколая Струся, сам переїхав до Смоленська, де був комендантом 1625 року. 1613 року був обраний маршалком Сейму.
У 1639 році заснував вітебський єзуїтський колегіум, дарував йому 1000 кв. миль землі на Смоленщині і пристань на Двіні. Також ним було засновано жіночий монастир святої Бригіди в Бересті.
Був одружений з Євою Пац — донькою берестейського підкоморія Миколи Паца та його дружини Софії (Агати) Сапіги (другий шлюб матері). Діти: Зузанна, Вінцент, Кшиштоф.